# زندگی غیرمنتظره
زندگی غیرمنتظره (اسپانیایی: La vida inesperada‎) یک فیلم کمدی-درام اسپانیایی است که در سال ۲۰۱۴ منتشر شد. این فیلم در سال ۲۰۱۵ نامزد دریافت ۳ جایزه فروس (بهترین فیلم کمدی، بهترین بازیگر مرد، بهترین موسیقی) شد.

## گزیدهٔ بازیگران
- خاویر کامارا[۵]
- کارمن رویز[۵]
- رائول آره‌والو[۵]
- تمی بلانچارد[۵]
- سارا سوکولوویچ[۵]
- گلوریا مونیوس[۵]